# Florian Haxha
Florian Haxha (* 6. April 2002 in Berlin) ist ein kosovarisch-deutscher Fußballspieler.

## Karriere

### Verein
Haxha begann seine Karriere beim BFC Dynamo. Zur Saison 2015/16 wechselte er zu Hertha BSC. Bei der Hertha spielte er ab der Saison 2018/19 dann für die B-Junioren, ab 2019/20 für die A-Junioren. Zur Saison 2021/22 rückte er in den Kader der zweiten Mannschaft der Berliner. In seiner ersten Spielzeit kam er zu 37 Einsätzen für Hertha II in der Regionalliga, in denen er zweimal traf. In der Saison 2022/23 absolvierte er 33 Regionalligaspiele und erzielte dabei vier Tore.
Im September 2023 wechselte Haxha zum österreichischen Zweitligisten Kapfenberger SV. Sein Debüt in der 2. Liga gab er im selben Monat, als er am achten Spieltag der Saison 2023/24 gegen den SV Stripfing in der Startelf stand. Für Kapfenberg kam er insgesamt zu 51 Zweitligaeinsätzen, in denen er sechs Tore erzielte.
Zur Saison 2025/26 wechselte er nach Polen zu Erstligist Motor Lublin.

### Nationalmannschaft
Haxha spielte im Oktober 2019 zweimal für das kosovarische U-17-Team. Im März 2022 debütierte er für die U-21-Auswahl.
Im Juni 2025 debütierte er in einem Testspiel gegen Armenien für die A-Nationalmannschaft.